# Kanton Sainte-Marie
Kanton Sainte-Marie (francouzsky Canton de Sainte-Marie) je francouzský kanton v departementu Réunion v regionu Réunion. Tvoří ho pouze město Sainte-Marie.